# Lista över fobier
Fobier brukar delas in i följande grupperna agorafobi, social fobi och specifika fobier. Ordet fobi används också i överförd betydelse för att beteckna rädsla eller ogillande som inte är sjukligt.
- Agorafobi[1][2][3][4][5][6][7][8][9]/kenofobi[10] - torgskräck. Detta innebär en rädsla för att tappa kontrollen, för att inte lätt kunna ta sig därifrån. Öppna platser, offentliga lokaler och folksamlingar väcker ångest, men också platser som på ett flygplan, i en kö eller på bio där möjligheten att fort ta sig därifrån är liten väcker ångest.[11] Rör det sig om en generell rädsla för tomma ytor används även begreppet kenofobi.

- Social fobi[1][9][12] även kallat social ångest - Obefogad rädsla för olika former av sociala situationer. En rädsla för att bli granskad eller att göra bort sig inför andra människor. Därför försöker personen undvika situationer där ångesten skapas, till exempel att hålla tal/föredrag eller att skaka hand när någon ser på. Detta skapar isolering och kan lätt leda till missbruk.[11]

## Specifika fobier
De flesta termerna konstruerades genom att lägga till efterledet -phobia till ett grekiskt ord motsvarande det man är rädd för (några använder en kombination av den latinska roten med det grekiska efterledet). Detta gör det möjligt att skapa nya ord, vilket ibland används i humoristiskt eller kommersiellt syfte. Här redovisas beteckningar som använts mer än tillfälligt inom psykologin.
| Fobi                               | Betydelse                                                           |
| ---------------------------------- | ------------------------------------------------------------------- |
| Ablutofobi                         | Rädsla för att duscha, bada och tvätta sig                          |
| Achluofobi                         | Rädsla för mörker                                                   |
| Acousticofobi                      | Rädsla för höga ljud                                                |
| Acrofobi/Akrofobi                  | Rädsla för höjder, höjdskräck                                       |
| Aeroacrofobi                       | Rädsla för öppna och höga höjder                                    |
| Aerofobi/Aerodromofobi             | Rädsla för att flyga                                                |
| Aeronausifobi                      | Rädsla för att kräkas                                               |
| Agrizoofobi                        | Rädsla för vilda djur                                               |
| Agyrofobi                          | Rädsla för att korsa en väg, både tom och trafikerad                |
| Aichmofobi                         | Rädsla för sprutor och injektioner                                  |
| Aikmofobi/Spetsfobi                | Rädsla för vassa och spetsiga föremål, till och med pekande fingrar |
| Ailurofobi/Felinofobi              | Rädsla för katter                                                   |
| Algofobi                           | Rädsla för smärta                                                   |
| Amaxofobi                          | Rädsla för att köra bil                                             |
| Anablepofobi                       | Rädsla för höga saker                                               |
| Anablephobia                       | Rädsla för att titta uppåt                                          |
| Ancraofobi                         | Rädsla för blåst                                                    |
| Androfobi                          | Rädsla för män                                                      |
| Anthofobi                          | Rädsla för blommor                                                  |
| Apifobi                            | Rädsla för bin                                                      |
| Araknofobi/Arachnofobi/Arachnefobi | Rädsla för spindlar                                                 |
| Arsonfobi                          | Rädsla för eld                                                      |
| Astrafobi                          | Rädsla för blixtar, himlen och stjärnor                             |
| Aulofobi                           | Rädsla för flöjter                                                  |
| Autofobi                           | Rädsla för ensamhet                                                 |
| Aviofobi                           | Rädsla för att flyga                                                |
| Bacillofobi/Bakteriofobi           | Rädsla för baciller, bakterier, smitta                              |
| Basofobi                           | Rädsla för att falla                                                |
| Bathofobi                          | Rädsla för djup och avgrunder                                       |
| Batrachfobi                        | Rädsla för ödlor                                                    |
| Batrachofobi                       | Rädsla för kräldjur                                                 |
| Bibliofobi                         | Rädsla för böcker                                                   |
| Brontofobi                         | Rädsla för åska                                                     |
| Bufonofobi                         | Rädsla för paddor                                                   |
| Caligynefobi                       | Rädsla för vackra kvinnor                                           |
| Cancerofobi/Carcinomatofobi        | Rädsla för cancer                                                   |
| Catoptrofobi                       | Rädsla för speglar och att se sin egen spegelbild                   |
| Charofobi/Charophobi               | Rädsla för att dansa                                                |
| Coulrofobi                         | Rädsla för clowner                                                  |
| Cynofobi/Kynofobi                  | Rädsla för hundar                                                   |
| Dendrofobi                         | Rädsla för träd                                                     |
| Didaskaleinofobi                   | Rädsla för att gå till skolan                                       |
| Disposofobi[källa behövs]          | Rädsla för att göra sig av med saker                                |
| Dorafobi                           | Rädsla för skinn och uppstoppade djur                               |
| Dysmorfofobi                       | Rädsla för inbillad fulhet                                          |
| Dystychifobi                       | Rädsla för olyckor                                                  |
| Ecclesiofobi                       | Rädsla för kyrkor                                                   |
| Emetofobi                          | Rädsla för uppkastningar och för att själv kräkas                   |
| Entomofobi                         | Rädsla för insekter                                                 |
| Eremiofobi                         | Rädsla för ensamhet och öde platser                                 |
| Ergasiofobi                        | Rädsla för arbete                                                   |
| Erotofobi                          | Rädsla för fysisk kärlek                                            |
| Erythrofobi/Erytrofobi/Erytobfobi  | Rädsla för att rodna, röd färg                                      |
| Fobofobi/Phobofobi                 | Rädsla för fobier, eller att vara rädd för att bli rädd             |
| Fonofobi                           | Rädsla för ljud eller högt tal                                      |
| Fotofobi                           | Rädsla för ljus                                                     |
| Genufobi                           | Rädsla för knän                                                     |
| Gephyrofobi                        | Rädsla för att gå över en bro                                       |
| Glossofobi                         | Rädsla för att tala inför folk                                      |
| Grafofobi                          | Rädsla för skrivning och läsning                                    |
| Gymnofobi                          | Rädsla för nakenhet                                                 |
| Gynofobi                           | Rädsla för kvinnor                                                  |
| Hedonofobi                         | Rädsla för nöje                                                     |
| Heliofobi                          | Rädsla för sol, solljus                                             |
| Hematofobi/Hemofobi                | Rädsla för blod                                                     |
| Herpetofobi                        | Rädsla för ormar                                                    |
| Hexakosioihexekontahexafobi        | Rädsla för talet 666                                                |
| Hippofobi                          | Rädsla för hästar                                                   |
| Hippopotomonstroseqsuipedaliofobi  | Rädsla för långa ord                                                |
| Hydrofobi                          | Rädsla för vatten                                                   |
| Hyperpolysyllabicofobi             | Rädsla för långa ord                                                |
| Hypnofobi                          | Rädsla för sömn och att somna                                       |
| Hypokondri                         | Rädsla för att bli sjuk                                             |
| Ichthyofobi                        | Rädsla för fiskar                                                   |
| Isoptherofobi                      | Rädsla för myror och termiter                                       |
| Keraunofobi                        | Rädsla för åska                                                     |
| Kinesofobi                         | Rädsla för rörelse                                                  |
| Klaustrofobi                       | Rädsla för små, slutna utrymmen                                     |
| Kleptofobi                         | Rädsla för att drabbas av stöld                                     |
| Koumpounofobi                      | Rädsla för knappar                                                  |
| Kromofobi                          | Rädsla för färg eller färger                                        |
| Lailofobi                          | Rädsla för att tala inför andra                                     |
| Lilapsofobi                        | Rädsla för stormar och tornados                                     |
| Linonofobi                         | Rädsla för snören                                                   |
| Logofobi                           | Rädsla för ord                                                      |
| Mekanofobi                         | Rädsla för maskiner                                                 |
| Musofobi                           | Rädsla för möss och råttor                                          |
| Mykofobi                           | Rädsla för svampar och mögel                                        |
| Mysofobi                           | Rädsla för smuts och smitta                                         |
| Nekrofobi                          | Rädsla för döden, döda saker                                        |
| Neofobi                            | Rädsla för nyheter                                                  |
| Nomofobi                           | Rädsla för att vara utan mobiltelefonkontakt                        |
| Nosofobi/Patofobi                  | Rädsla för sjukdomar                                                |
| Nyctofobi/Skotofobi                | Rädsla för mörker                                                   |
| Ochlofobi                          | Rädsla för folksamlingar                                            |
| Odontofobi                         | Rädsla för tandvård                                                 |
| Onomatofobi                        | Rädsla för att höra vissa namn eller ord                            |
| Ophidiofobi                        | Rädsla för ormar                                                    |
| Ophidofobi                         | Rädsla för reptiler                                                 |
| Ornitofobi                         | Rädsla för fåglar, i vissa fall fladdermöss                         |
| Osfresiofobi                       | Rädsla för kroppslukt                                               |
| Osmofobi/Aerofobi                  | Rädsla för en speciell eller starka lukter                          |
| Panfobi                            | Rädsla för allt                                                     |
| Paraskevithekatriafobi             | Rädsla för fredagen den 13:e                                        |
| Pediculofobi                       | Rädsla för löss                                                     |
| Pediofobi                          | Rädsla för dockor                                                   |
| Pedofobi                           | Rädsla för barn                                                     |
| Peniafobi                          | Rädsla för fattigdom                                                |
| Phagofobi                          | Rädsla för att svälja                                               |
| Pnigofobi                          | Rädsla för kvävningar                                               |
| Pogonofobi                         | Rädsla för skägg                                                    |
| Pyrofobi                           | Rädsla för eld                                                      |
| Scholionofobi                      | Rädsla för skolan                                                   |
| Scolecifobi                        | Rädsla för maskar                                                   |
| Scriptofobi                        | Rädsla för att skriva när andra ser på                              |
| Selachofobi                        | Rädsla för hajar                                                    |
| Skopofobi                          | Rädsla för att bli iakttagen                                        |
| Sociofobi                          | Rädsla för sociala situationer                                      |
| Spectrofobi                        | Rädsla för speglar och den egna spegelbilden                        |
| Spermofobi                         | Rädsla för spermier                                                 |
| Spheksofobi                        | Rädsla för getingar                                                 |
| Tafofobi                           | Rädsla för att bli levande begravd                                  |
| Teknofobi                          | Rädsla för maskiner                                                 |
| Tetrafobi                          | Rädsla för siffran 4, som i Asien symboliserar döden                |
| Thallassofobi                      | Rädsla för mörkt djupt havs eller sjöområde                         |
| Thanatofobi                        | Rädsla för döden                                                    |
| Theatrofobi                        | Rädsla för teaterbesök                                              |
| Tomofobi                           | Rädsla för operationer                                              |
| Triskaidekafobi                    | Rädsla för talet 13                                                 |
| Trypanofobi                        | Rädsla för medicinska ingrepp med sprutor                           |
| Trypofobi                          | Rädsla för hål                                                      |
| Viktfobi                           | Ångest över kroppsvikten                                            |
| Xanthofobi                         | Rädsla för färgen gul                                               |
| Zoofobi                            | Rädsla för djur                                                     |

## Fobi i överförd betydelse
- Bifobi -
- Fobofobi -
- Heterofobi - heterosexuella
- Homofobi[58] - homosexualitet
- Islamofobi[59] - muslimer eller islam
- Kristofobi - kristna eller kristendomen
- Lesbofobi -
- Oikofobi[60] - egna hemmet eller kulturen
- Transfobi - transsexuella
- Xenofobi[2][4][61] - främlingar eller utlänningar